# Power Macintosh 7100
Le Power Macintosh 7100 faisait partie de la première génération de Power Macintosh et fut lancé en mars 1994 avec les Power Macintosh 6100 et 8100. Il constituait le milieu de gamme et remplaçait le Quadra 650 à base de 68040, dont il reprenait le boîtier. Outre un processeur PowerPC 601 plus rapide cadencé à 66 MHz contre 60 MHz pour le 6100, il se caractérisait par sa plus grande évolutivité et par ses capacités audio/vidéo. Il intégrait en effet une carte vidéo doté de 1 Mio de VRAM qui lui permettait de gérer deux écrans externes en standard.
Un modèle AV était aussi proposé. Il intégrait une carte vidéo offrant des sorties et entrées S-vidéo ou RCA ainsi qu'une mémoire vidéo de 2 Mio permettant un affichage en millions de couleurs.
Le Power Macintosh 7100 fut mis à jour en janvier 1995 avec un processeur plus puissant cadencé à 80 MHz contre 66 MHz auparavant.

## Caractéristiques
| Processeur                | PowerPC 601 32 bits cadencé à 66 ou 80 MHz |
| Bus système               | 64 bits à 33 ou 40 MHz |
| Mémoire morte             | 4 Mio |
| Mémoire vive              | 8 Mio extensible à 136 Mio |
| Mémoire cache de niveau 1 | 32 Kio |
| Mémoire cache de niveau 2 | 256 Kio (optionnelle sur les modèles à 66 MHz) |
| Disque dur                | SCSI de 250–500 Mo (modèles 66 MHz) ou 350–700 Mo (modèles 80 MHz) |
| Lecteurs                  | Lecteur de disquette 1,44 Mo 3,5" Lecteur CD-ROM 2x |
| Résolutions supportées    | Sur le port HDI-45, avec 615 Ko de mémoire vive dédiée : - 512 × 384 en 16 bits - 640 × 480 en 16 bits - 832 × 624 en 8 bits Sortie vidéo DB-15 : - 512 × 384 en 16 bits (24 bits avec 2 Mio de VRAM) - 640 × 480 en 16 bits (24 bits avec 2 Mio de VRAM) - 832 × 624 en 16 bits (24 bits avec 2 Mio de VRAM) - 1 024 × 768 en 8 bits (16 bits avec 2 Mio de VRAM) - 1 152 × 870 en 8 bits (16 bits avec 2 Mio de VRAM) |
| Carte vidéo               | Format PDS avec 1 Mio de VRAM (extensible à 2 Mio) |
| Slots d'extension         | 3 slot d'extensions NuBus 7" 90 broches 1 slot PDS (occupé par la carte vidéo) 4 connecteurs mémoire de type SIMM 72 broches (vitesse minimale : 80 ns) 4 connecteurs VRAM de type SIMM (sur la carte vidéo) |
| Connectique               | 1 port SCSI DB-25 2 ports série Mini Din-8 Geoports 1 port ADB Sortie vidéo HDI-45 Sortie vidéo DB-15 sur la carte vidéo Port Ethernet AAUI-15 Sortie audio : stéréo 16 bits Entrée audio : stéréo 16 bits |
| Haut-parleur              | Mono |
| Dimensions                | 15,2 × 33,0 × 41,9 cm |
| Poids                     | 11,3 kg |
| Alimentation              | 230 W |
| Systèmes supportés        | 7.1.2 à 9.1 |

Pour les modèles AV :
| Carte vidéo | Carte vidéo AV (remplace la carte vidéo standard) : - 2 Mio de VRAM - 1 sortie vidéo DB-15 - Entrée et sortie S-vidéo (adaptateur RCA inclus) |